# Emiliano Mirafuentes
Mirafuentes  Reséndez est un nom espagnol. Le premier nom de famille, en général paternel, est Mirafuentes ; le second, en général maternel, souvent omis, est Reséndez.
Emiliano Mirafuentes Reséndez, né le 27 décembre 1999 à Monterrey, est un coureur cycliste mexicain.

## Biographie
En 2017, Emiliano Mirafuentes remporte la deuxième étape du Tour de l'Abitibi, en Coupe des Nations juniors. Lors des championnats panaméricains juniors sur piste, il décroche l'or dans la course aux points ainsi que l'argent en poursuite par équipes et à la course à l'américaine, associé avec son frère jumeau Eugenio.
En 2018, il devient champion du Mexique sur route espoirs et remporte une étape de la Valley of the Sun Stage Race, aux États-Unis. Sur piste, il est médaillé de bronze au scratch lors des Jeux d'Amérique centrale et des Caraïbes, disputés à Barranquilla.
En 2019, il rejoint l'équipe continentale canadienne DCBank, en compagnie de son frère Eugenio.

## Palmarès sur route

### Par année
- 2017
  - 2e étape du Tour de l'Abitibi
- 2018
  -  Champion du Mexique sur route espoirs
  - 3e étape de la Valley of the Sun Stage Race

### Classements mondiaux
| Année            | 2018 |
| ---------------- | ---- |
| UCI America Tour | 239e |

## Palmarès sur piste

### Jeux d'Amérique centrale et des Caraïbes
- Barranquilla 2018
  -  Médaillé de bronze du scratch

### Championnats panaméricains
- Guadalajara 2017
  -  Champion panaméricain de la course aux points juniors
  -  Médaillé d'argent de la poursuite par équipes juniors

### Championnats du Mexique
- 2018
  -  Champion du Mexique de poursuite par équipes (avec José Alfredo Aguirre, José Ramón Aguirre et Ignacio Sarabia)
- 2021
  -  Champion du Mexique du scratch
  -  Champion du Mexique de course par élimination